# Lugalbanda
Lugalbanda was de derde koning van Uruk.
De legende gaat dat hij getrouwd was met de godin Ninsun en dat zij samen de ouders waren van de legendarische Gilgamesj.
De naam Lugalbanda komt een aantal keer voor in het Gilgamesj-epos. Er zijn echter ook twee teksten gevonden waarin Lugalbanda de hoofdrol speelt. In deze teksten vervult hij nog niet de rol van koning; er wordt vooral gesproken over zijn militaire en politieke carrière onder koning Enmerkar. In andere teksten staat dat hij een aantal jaren later Enmerkar opvolgde.